# Aphilopota mailaria
Aphilopota mailaria är en fjärilsart som beskrevs av Swinhoe 1904. Aphilopota mailaria ingår i släktet Aphilopota och familjen mätare. Inga underarter finns listade i Catalogue of Life.